# Distichophyllum catinifolium
Distichophyllum catinifolium är en bladmossart som beskrevs av J. Fröhlich 1953. Distichophyllum catinifolium ingår i släktet Distichophyllum och familjen Hookeriaceae. Inga underarter finns listade i Catalogue of Life.